# Джон Веслі
Джон Ве́слі (англ. John Wesley; 17 червня, 1703, Епворт — 2 березня, 1791) — засновник Методистської церкви, походив з англіканського середовища. Син англійського письменника і богослова, навчався в Оксфорді.

## Біографія

### Юні роки
Народився 15-ю дитиною в сім'ї священника Англіканської церкви. Як і на всіх своїх дітей, глибоко релігійна мати мала великий вплив на хлопчика — і Джон Веслі завжди носив у серці тепло й молитву матері. Відрізнявся від інших ще й тим, що сприймав досвід спілкування з Богом через особисті переживання: те, що відчув сам, намагався донести до людей поруч із ним. Після того, як він пережив надзвичайну подію (побував у центрі пожежі й залишився живим), Джона звали «врятований з вогню». Після довгих пошуків зрозумів, що Господь, який зберіг йому життя, щось від нього чекає. Відповідно на емблемі Методистської церкви, яку він заснував, зображено хрест із вогнем.

### Навчання в Оксфорді
Під впливом творів Томи Кемпійського в Оксфорді Джон Веслі у 1729 році створив «Святий клуб», куди входив і Джордж Вайтфільд: разом зі своїм братом Чарльзом (1708—1788) та іншими 15 студентами Джон Веслі заснував «Товариство для читання Біблії, молитви і добрих діл». За свій спокійний, правильний, методичний образ життя їх жартома називали «методистами». У клубі збиралися студенти, які вели благочестиве життя, відвідували в'язниці, так звані місця розваг і намагалися закликати молодь більше думати про Бога. Коли Джон Веслі глибоко і щиро пережив навернення, він зрозумів, що Господь відкрив йому шлях проповідника.

### Життя в Америці та повернення до Англії

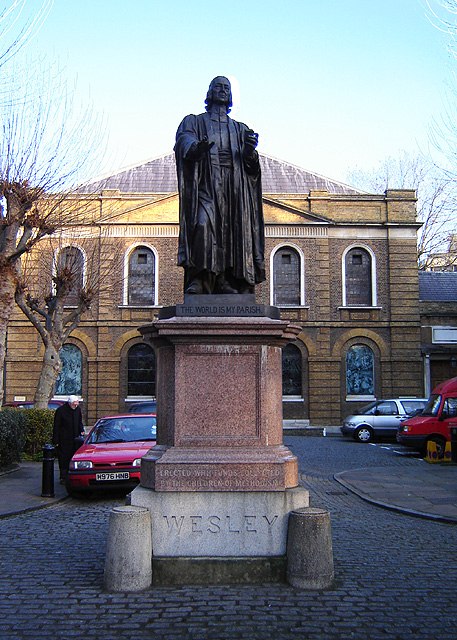
Монумент Джону Веслі в Лондоні

Веслі в 1735 році відправився до Америки. Там він відмовився від усіх радостей життя: не пив вина, не їв м'яса, спав на голій землі — і намагався проповідувати індіанцям. Своїм фанатизмом і нетерпимістю він набув собі багато ворогів і, розчарувавшись, у 1738 році повернувся до Англії.

### Заснування методистських громад
Повертаючись до Англії, Веслі на борту корабля познайомився із моравськими братами та з євангелічним рухом, який зародився в місті Кіргунт. З'ясувавши хто ці люди, він дедалі більше починав думати про шлях особистих стосунків з Богом, про його місце у русі релігійного оновлення в Англії. Там, діючи спочатку в союзі з гернгутерами, він заснував самостійні релігійні товариства (на зразок братських шкіл). Щорічно він відвідував всі спільноти методистів, які називалися «весліянськими», часто виголошував проповіді, яких промовив всього близько 50 тис. У Кінсварді Веслі влаштував семінарію для методистських проповідників.
У 1749 р. він одружився, хоча раніше проповідував безшлюбність; але його шлюб був невдалим і за якийсь час він розійшовся з дружиною.